# Absolutely No Alternative
Absolutely No Alternative è l'ottavo album in studio del gruppo heavy metal canadese Anvil, pubblicato nel 1997.

## Tracce
1. Old School – 3:46
2. Green Jesus – 3:50
3. Show Me Your Tits – 2:52
4. No One to Follow – 4:42
5. Hair Pie – 3:09
6. Rubber Neck – 3:11
7. Piss Test – 4:10
8. Red Light – 4:53
9. Black or White – 3:33
10. Hero by Death – 5:17

## Formazione
- Steve "Lips" Kudlow - voce, chitarra
- Ivan Hurd - chitarra
- Glenn Gyorffy - basso
- Robb Reiner - batteria